# Elisabeth Risdon

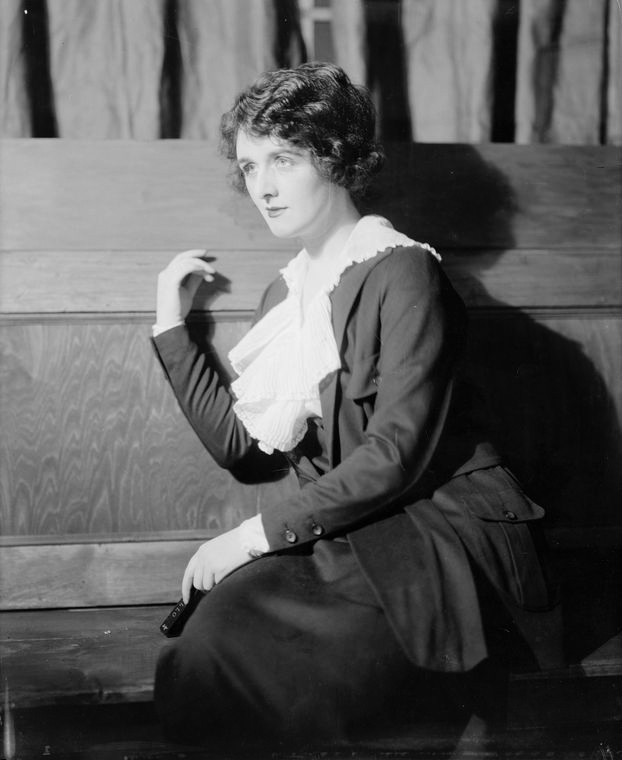
Elisabeth Risdon (1920)

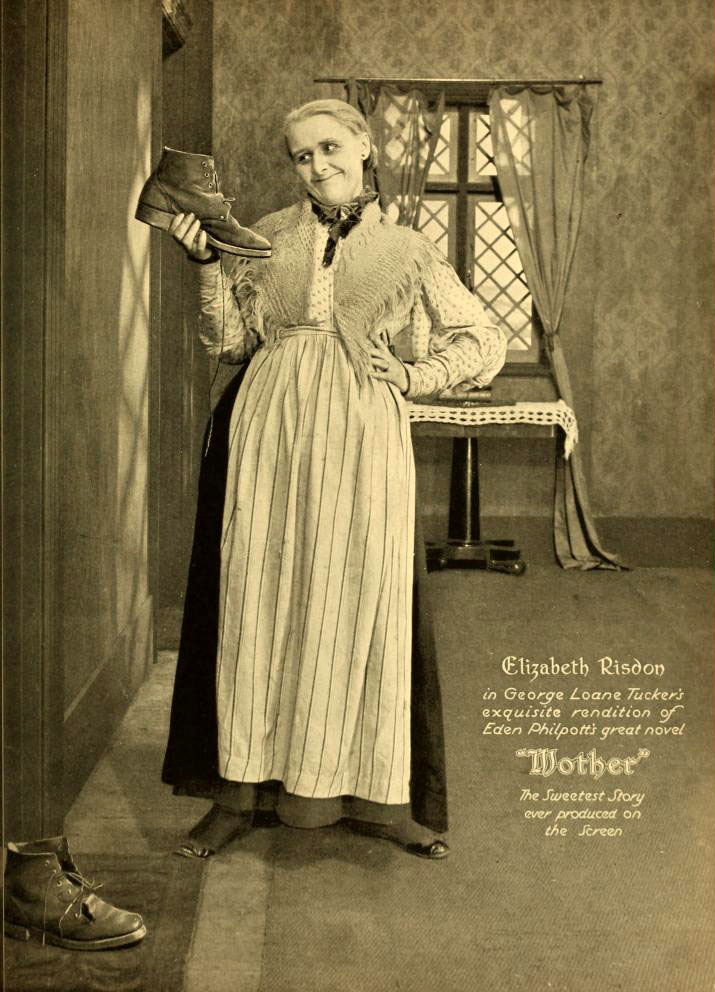
Elisabeth Risdon auf einem Plakat für den Film Mother (1917). Damals 30-jährig, wurde sie für diese Rolle „älter gemacht“

Elisabeth Risdon (* 26. April 1887 in London, England als Elizabeth Evans; † 20. Dezember 1958 in Santa Monica, Kalifornien) war eine britische Schauspielerin. Von 1913 bis einschließlich 1957 war sie in rund 150 Film- und Fernsehproduktionen zu sehen.

## Leben
Elisabeth Risdon studierte an der Royal Academy of Arts, wo sie später auch als Lehrerin tätig war. In jungen Jahren galt die schmächtige, dunkelhaarige Schauspielerin als große Schönheit und wurde zum Theaterstar. 
Ihr Debüt am Broadway in New York gab sie bereits im Jahre 1912 mit der Komödie Fanny's First Play. Sie kehrt jedoch bald darauf nach Großbritannien zurück, wo sie in den nächsten Jahren zahlreiche erfolgreiche Stummfilme drehte und folglich zum beliebtesten Filmstar des Jahres 1915 in England gewählt wurde. Sie heiratete im Jahre 1916 den US-amerikanischen Filmregisseur George Loane Tucker (1880–1921), in dessen Filmen und Stücken sie Hauptrollen übernahm.
Ab 1917 widmete sie wieder hauptsächlich dem Theatergeschäft und wurde von George Bernard Shaw in Hauptrollen in einigen seiner Stücke besetzt. Daneben wirkte sie als Leading Lady von bedeutenden Theaterschauspielern ihrer Zeit wie George Arliss, Otis Skinner und William Faversham. In den 1920er-Jahren übernahm sie sowohl am Broadway als auch auf den Londoner Bühnen Rollen und hatte in New York einen Vertrag mit der Theatre Guild, einer Gruppe von freischaffenden und bedeutenden Theaterschauspielern.
Mitte der 1930er-Jahre kam sie nach Hollywood ins Filmgeschäft, wo sie bis 1952 als Charakterdarstellerin in über 140 Filmen zu sehen war. Obwohl sie nur selten über Nebenrollen hinauskam, fanden fast alle ihre Auftritte Erwähnung in den Credits. Meistens verkörperte sie respektable, aber zugleich strenge und dominante Frauen. Sie wurde vielfach als Mutter der weiblichen Hauptfigur eingesetzt, etwa von Joan Crawford im Drama Mannequin (1938), von Priscilla Lane im Gangsterfilm Die wilden Zwanziger (1939) sowie von Claudette Colbert in Das Ei und ich (1947). Ihr letzter Film war Scaramouche, der galante Marquis (1952) mit Stewart Granger, in welchem sie eine französische Adelige darstellte. Mitte der 1950er-Jahre absolvierte sie noch einige Fernsehauftritte, ehe sie sich ein Jahr vor ihrem Tod von der Schauspielerei zurückzog.
Nach dem Tode von George Loane Tucker heiratete sie im Jahre 1921 den Schauspieler Brandon Evans, welcher im April 1958 starb. Elisabeth Risdon verstarb nur einige Monate später nach ihrem Mann im Alter von 71 Jahren an einer Interzerebralen Blutung. Ihr Körper wurde der Medizin gespendet.

## Filmografie (Auswahl)
- 1913: Maria Marten, or the Mystery of the Red Barn
- 1914: The Idol of Paris
- 1915: The Christian
- 1916: Esther
- 1916: Mother Love
- 1935: Schuld und Sühne (Crime and Punishment)
- 1936: Theodora wird wild (Theodora Goes Wild)
- 1936: The King Steps Out
- 1936: Craig’s Wife
- 1937: Kein Platz für Eltern (Make Way for Tomorrow)
- 1937: Gesetz der Berge (Mountain Justice)
- 1937: They Won't Forget
- 1937: Sackgasse (Dead End)
- 1938: Mad About Music
- 1938: Mannequin
- 1939: Die Abenteuer des Huckleberry Finn (The Adventures of Huckleberry Finn)
- 1939: Five Came Back
- 1939: Die wilden Zwanziger (The Roaring Twenties)
- 1940: The Howards of Virginia
- 1940: Der Traum vom schöneren Leben (Saturday's Children)
- 1941: Entscheidung in der Sierra (High Sierra)
- 1941: Let's Make Music
- 1942: Piraten im karibischen Meer (Reap the Wild Wind)
- 1942: Gefundene Jahre (Random Harvest)
- 1942: Fräulein Mama (The Lady Is Willing)
- 1943: The Amazing Mrs. Holliday
- 1943: Der kleine Engel (Lost Angel)
- 1943: Higher and Higher
- 1944: Das Gespenst von Canterville (The Canterville Ghost)
- 1944: Mit Büchse und Lasso (Tall in the Saddle)
- 1945: Der Tod wohnt nebenan (The Unseen)
- 1947: Das Ei und ich (The Egg and I)
- 1947: Trauer muss Elektra tragen (Mourning Becomes Electra)
- 1947: The Romance of Rosy Ridge
- 1947: The Shocking Miss Pilgrim
- 1947: Unser Leben mit Vater (Life with Father)
- 1947: Anklage: Mord (High Wall)
- 1948: Sealed Verdict
- 1948: Jedes Mädchen müßte heiraten (Every Girl Should Be Married)
- 1950: Die schwarze Lawine (The Secret Fury)
- 1950: Sierra
- 1952: Scaramouche, der galante Marquis (Scaramouche)